# Ardsley (South Yorkshire)
Ardsley is een plaats in het bestuurlijke gebied Barnsley, in het Engelse graafschap South Yorkshire. 